# 친애하는 로제타
"친애하는 로제타"(My Dear Rosseta)는 한국에서 제작된 양해훈 감독의 2007년 드라마 영화이다. 박신영 등이 주연으로 출연하였다.

## 출연

### 주연
- 박신영
- 이승찬

### 조연
- 진영운
- 문대성
- 이종승
- 한대희
- 김희경

## 기타
- 프로듀서: 최상문
- 촬영부: 표창우
- 촬영부: 염호왕
- 조명: 정희성
- 조감독: 김희경
- 동시녹음: 장동원
- 음향: 김민이
- 음향: 이택환
- 믹싱: 김민이
- 미술: 김정희
- 분장: 민우
- 의상: 김정희
- 네가편집: 이연정
- 네가편집: 채은초
- 데일리포커스풀러: 김우리
- 데일리포커스풀러: 김광호
- 데일리포커스풀러: 임경우